# Gymnoscelis olsoufieffae
Gymnoscelis olsoufieffae là một loài bướm đêm trong họ Geometridae.